# 中山大学出版社
中山大学出版社（英語：Sun Yat-Sen University Press）是中华人民共和国的一家出版社，成立于1983年，社址位于广东省广州市，由中华人民共和国教育部主管，中山大学主办。

## 历史
1983年，中山大学出版社成立。1997年，中山大学音像出版社并入。2007年，更名为广州中山大学出版社有限公司。